# Єсениця (Болгарія)
Єсе́ниця (болг. Есеница) — село у Варненській області Болгарії. Входить до складу общини Вилчий Дол.

## Населення
За даними перепису населення 2011 року у селі проживали 364 особи.
Національний склад населення села:
| Національність   | Кількість осіб | Відсоток |
| ---------------- | -------------- | -------- |
| цигани           | 212            | 58,4 %   |
| болгари          | 149            | 41,0 %   |
| Всього відповіли | 363            |          |

Розподіл населення за віком у 2011 році:
Динаміка населення: